# جو مكابي
جو مكابي (بالإنجليزية: Joe McCabe)‏ هو لاعب كرة قاعدة أمريكي، ولد في 27 أغسطس 1938 في إنديانابوليس في الولايات المتحدة.